# كلارنس أديسون بريمر جونيور
كلارنس أديسون بريمر جونيور (بالإنجليزية: Clarence Addison Brimmer, Jr.)‏ هو محامي وقاضي أمريكي، ولد في 11 يوليو 1922 في رولينز في الولايات المتحدة، وتوفي في 23 أكتوبر 2014 في بولدر في الولايات المتحدة.